# Ocyptamus ovipositorius
Ocyptamus ovipositorius är en tvåvingeart som först beskrevs av Hull 1943. Ocyptamus ovipositorius ingår i släktet Ocyptamus, och familjen blomflugor.
Artens utbredningsområde är Colombia. Inga underarter finns listade i Catalogue of Life.